# Andiran
 Andiran  es una población y comuna francesa, en la región de Aquitania, departamento de Lot y Garona, en el distrito y cantón de Nérac. Está integrada en la Communauté de communes des Coteaux de l'Albret.

## Demografía
| 303 | 289 | 251 | 233 | 219 | 226 |
| Para los censos de 1962 a 1999 la población legal corresponde a la población sin duplicidades (Fuente: INSEE [Consultar]) |     |     |     |     |     |